# لردغان
لردغان (بالفارسية: لردگان) هي مدينة تقع في إيران في البلدة المركزية. يقدر عدد سكانها بـ 40,000 نسمة وترتفع عن سطح البحر 1,564 متر.